# Zozocolco de Hidalgo
Zozocolco de Hidalgo (kurz Zozocolco) ist eine Kleinstadt mit knapp 4000 Einwohnern und Hauptort einer Gemeinde (municipio) mit insgesamt ca. 15.000 Einwohnern im mexikanischen Bundesstaats Veracruz. Im Jahr 2015 wurde die Stadt wegen ihres reizvollen historischen Ortsbildes als Pueblo Mágico eingestuft.

## Lage und Klima
Die Stadt Zozocolco liegt in den östlichen Hanglagen der von der Stammesgruppe der Totonaken besiedelten Berge der Sierra Madre Oriental des Bundesstaats Veracruz in einer Höhe von ca. 300 m. Die Hauptstadt des Bundesstaates, Xalapa, liegt etwa 175 km (Fahrtstrecke) südöstlich; die Hafenstadt Veracruz selbst ist ca. 280 km in südöstlicher Richtung entfernt. Das Klima ist wegen der nur etwa 60 km (Luftlinie) entfernten Küste des Golfs von Mexiko oft schwül und regenreich; Regen (ca. 2000–2500 mm/Jahr) fällt hauptsächlich im Sommerhalbjahr.

## Bevölkerung
| Jahr      | 2000 | 2020 |
| Einwohner | 3298 | 3794 |

Der überwiegende Teil der Bevölkerung ist indianischer Abstammung (Totonaken), aber es gibt auch zahlreiche Mestizen.

## Wirtschaft
Die Landwirtschaft (v. a. der Anbau von Kaffee, Mais und Gemüse) spielt die dominierende Rolle im Wirtschaftsleben der Gemeinde. Für das städtische Leben sind überdies Kleinhändler, Handwerker sowie Dienstleister aller Art von Bedeutung.

## Geschichte
Eine kleine Indio-Siedlung existierte wohl schon in vorspanischer Zeit, doch erst die spanischen Kolonialherren gründeten hier im 16. Jahrhundert einen größeren Ort mit Namen Tonatico, der um das Jahr 1568 in Tzozocolco umbenannt wurde. Um das Jahr 1600 entstand die Franziskaner-Kirche San Miguel Arcángel. Im Jahr 1823 erfolgte die Anfügung des Namens des Unabhängigkeitskämpfers Hidalgo.

## Sehenswürdigkeiten
- Ortsbild mit zumeist ein- und zweigeschossigen Häusern
- Ehemalige Franziskanerkirche Iglesia de San Miguel Arcángel (16./17. Jh.)

Umgebung
- Kaffeeplantagen, Bergwälder und -bäche

## Festival
Alljährlich nach dem Día de los Muertos (1. und 2. November) findet der Wettbewerb (Concurso) und das Festival Internacional de Globos de Papel de China statt, bei dem sich kunstvoll gestaltete bunte Papierballons mit einem Durchmesser von bis zu 20 m auf dem Platz vor der Kirche in die Luft erheben.